# アレクサンドル・ロシュコフ
アレクサンドル・プロホロヴィチ・ロシュコフ（ロシア語: Алекса́ндр Про́хорович Лосюко́в、ラテン文字転写の例：Alexandr prohorovich Losyukov、1943年11月15日 – 2021年11月16日）は、ソビエト連邦時代から生え抜きのロシアの外交官。

## 生涯
1968年モスクワ国際関係大学を卒業し、ソ連外務省に入省する。外務省本省勤務の他、アフガニスタン、アメリカ合衆国、フィリピンなどの在外公館で勤務する。
1992年駐ニュージーランド大使。1994年駐オーストラリア大使を務める。2004年から2006年まで駐日ロシア大使。2007年からロシア外務次官。
2008年3月退官。国営企業ロスナノテフ（Роснанотех、ロシア・ナノテクノロジー社）の副社長に就任した。
2021年11月16日、死去。78歳没。

## 人物
- 北朝鮮の核開発問題に関する六カ国協議ではロシア首席代表を務めた。第一回協議では、北朝鮮外務次官金永日の恫喝的な発言に対して、隣の部下に「君の担当している国（北朝鮮）は、狂っている」とささやき、このロシュコフの声が、マイクのスイッチの切り忘れによって会議場に流れた[3]。
- 英語とパシュトー語に堪能[1]。